# Heliópolis (San Paolo)
Heliópolis, o Vila Heliópolis, è una favela di San Paolo, la seconda per grandezza dopo quella di Rocinha, a Rio de Janeiro. Si trova nel distretto di Sacomã, subprefettura di Ipiranga, nella zona sud-orientale della città. Divisa in 14 zone, conta circa 100 000 abitanti in un'area di circa 1 km quadrato. Negli anni novanta il governo le ha riconosciuto lo status di sobborgo. Nonostante ciò, Heliopolis ha ancora le apparenze di una favela.